# Bad Bodenteich
Bad Bodenteich est une municipalité allemande du land de Basse-Saxe, située dans l'arrondissement d'Uelzen.